# 허상 (전한)
허상(許商, ? ~ ?)은 전한 말기의 유학자·수학자이자 관료로, 자는 장백(長伯)이며 경조윤 장안현 사람이다. 산술에 뛰어난 자로, 하후승·주감에게서 학문을 배웠다.

## 행적
하평 3년(기원전 26년), 예전에 범람하였던 황하가 다시 평원에서 범람하여 제남·천승까지 흘러들어갔다. 두흠의 추천으로 장작대장 허상은 간대부(諫大夫) 승마연년·광록대부 왕연세·승상사(丞相史) 양언(楊焉)과 함께 치수를 시작했고, 6개월 만에 일을 끝냈다.
이후 첨사·소부·시중광록대부·대사농·광록훈 등 여러 관직을 역임하였다. 제자로 당림·오장·왕길·결흠이 있었다.

## 저서
《오행논력》(五行論曆)·《오행전기》(五行傳記)·《허상산술》(許商算術)이 있었으나, 모두 현전하지 않는다. 《허상산술》은 《두충산술》(杜忠算術)과 함께 《구장산술》의 원형 중 하나로 보기도 한다.

## 출전
- 반고, 《한서》
  - 권19하 백관공경표 下
  - 권27중지상 오행지
  - 권29 구혁지
  - 권30 예문지
  - 권88 유림전

| 전임 장경? | 전한의 장작대장 (기원전 26년 당시) | 후임 승마연년? |

| 전임 사단 | 전한의 소부 기원전 14년 ~ 기원전 12년 | 후임 방진 |

| 전임 곡영 | 전한의 대사농 기원전 8년 | 후임 팽선 |

| 전임 사단 | 전한의 광록훈 기원전 8년 ~ 기원전 7년 | 후임 팽선 |